# Senzitivnost i specifičnost
Senzitivnost i specifičnost su statističke mere učinka binarnog klasifikacionog testa. Ovaj termin je poznat u statistici i pod nazivom klasifikaciona funkcija:
- Senzitivnost (takođe poznata kao istinski pozitivna stopa, opoziv, ili verovatnoća detekcije[1] u nekim poljima) izražava proporciju pozitivnih ishoda koji su korektno identifikovani kao takvi (npr., procenat bolesnika koji su korektno identifikovani da su oboleli).
- Specifičnost (takođe poznata kao istinski negativna stopa) je mera proporcije negativnih ishoda koji su korektno identifikovani kao takvi (npr., procenat zdravih ljudi koji su korektno identifikovani kao oni koji nisu oboleli).

Senzitivnost kvantifikuje izbegavanje lažno negativnih, dok specifičnost čini isto za lažno pozitivne. Pri testiranju, obično postoji kompromis između ovih mera. Na primer, u slučaju obezbeđenja aerodroma, gde se testiraju potencijalna ugrožavanja bezbednosti, skeneri mogu da budu podešeni tako da se aktiviraju na stavke niskog rizika, kao što su kaišne kopče i ključevi (niska specifičnost), da bi se umanjio rizik od propuštanja objekata koji predstavljaju opasnost za avion i putnike (visoka senzitivnost). Stoga se kompromis može grafički prikazati kao ROC kriva. Perfektan predskazivač određuje sa 100% senzitivnosti (npr., svi bolesni su identifikovani kao bolesni) i 100% specifičnosti (npr., nijedna zdrava osoba nije identifikovana kao bolesna); međutim, praktično svaki predskazivač proizvodi izvestan minimalni nivo grešaka poznat kao Bajesova stopa greške.

## Literatura
- Altman DG, Bland JM (1994). „Diagnostic tests. 1: Sensitivity and specificity”. BMJ. 308 (6943): 1552. PMC 2540489 . PMID 8019315. doi:10.1136/bmj.308.6943.1552.
- Loong T (2003). „Understanding sensitivity and specificity with the right side of the brain”. BMJ. 327 (7417): 716—719. PMC 200804 . PMID 14512479. doi:10.1136/bmj.327.7417.716.

## Spoljašnje veze
- UIC Calculator
- Vassar College's Sensitivity/Specificity Calculator
- MedCalc Free Online Calculator
- Bayesian clinical diagnostic model applet